# Calliopsis barri
Calliopsis barri is een vliesvleugelig insect uit de familie Andrenidae. De wetenschappelijke naam van de soort is voor het eerst geldig gepubliceerd in 1959 door Rozen.